# Oxytropis maidantalensis
Oxytropis maidantalensis är en ärtväxtart som beskrevs av Boris Fedtjenko. Oxytropis maidantalensis ingår i släktet klovedlar, och familjen ärtväxter. Inga underarter finns listade i Catalogue of Life.